# Michał Tokarzewski (polityk)
Michał Tokarzewski (ur. 17 marca 1957 w Chorzowie) – polski lekarz i polityk, poseł na Sejm RP I kadencji.

## Życiorys
Ukończył studia na Wydziale Lekarskim Warszawskiego Uniwersytetu Medycznego w 1982. Z zawodu jest chirurgiem. W 1991 uzyskał mandat posła na Sejm I kadencji, kandydując z okręgu płocko-skierniewickiego. Został wybrany z listy Konfederacji Polski Niepodległej. Zasiadał w Komisji Zdrowia.